# Edwar Quiroga Vargas
Edwar Husáin Quiroga Vargas, cuyo nombre verdadero es Joys Edwar Quiroga Vargas, es un político peruano y un místico islámico de ideología etnocacerista y marxista-leninista Fundador de la organización Inkarri Islam, una organización sin ánimo de lucro que se encuentra en el departamento de Apurímac, que tiene como objetivo unificar conceptos de la cultura andina y los preceptos del islam.

## Biografía
Nació el 1 de enero de 1976. Fundó el Movimiento de Integración Kechwa Apurímac, dirigiéndola entre el 2006 y el 2010. Postuló como candidato por el Movimiento Etnocacerista regional Ama Sua, Ama Llulla y Ama Quella a la Presidencia Regional de Apurímac en el año 2010.
Estudió en Irán junto a Mohsen Rabbani. En julio del 2011, estuvo presente en Arequipa, como delegado de la Casa de ALBA-Apurímac, en la reunión preparatoria previa al II Congreso Nacional de la Casa de la Alternativa Bolivariana para los Pueblos de Nuestra América donde se definió establecer la red bolivariana de gobiernos locales y regionales. Durante el Congreso se estableció como objetivo integrar y suscribir convenios con presidentes regionales y alcaldes bolivarianos en el Perú además de constituir el Consejo Nacional de los Movimientos Sociales (CONAMS PERÚ) para impulsar la "confección de una nueva Constitución Política del Perú Plurinacional". En el 2012, dirigió una carta abierta "a los sabios intelectuales y al pueblo de Egipto".
En el 2017, organizó el I Congreso Nacional por la Descolonización del Perú y del Tahuantinsuyo donde hizo un "llamado a la unión de las fuerzas sociales comprometidas en tomar y recuperar la Soberanía y la Autodeterminación de los Pueblos del Perú y el Tahuantinsuyo" inspirándose en el "espíritu libertario y descolonizador de Tupac Amaru II". En ese mismo año, el Centre for a Secure Free Society señaló que Quiroga era el portavoz de una red de inteligencia militar iraní en Apurímac además de tener la labor de reclutar y adoctrinar a los reservistas del ejército y a los pobladores locales. Quiroga también participó en la huelga de maestros liderada por Pedro Castillo enviando seguidores de Inkarri Islam. En el 2019, durante las protestas de Las Bambas, tomó el liderazgo tras la detención del dirigente Gregorio Rojas por extorsión. Dio un discurso llamando a una "unión cívico militar" contra las "empresas colonizadoras".
Durante las elecciones presidenciales del 2021, mostró su apoyo a la candidatura de Pedro Castillo, de la agrupación política de izquierda Perú Libre, a quien consideró como su "hermano de lucha". En el programa conducido por Beto Ortíz se reveló un audio donde Edwar Quiroga Vargas manifiesta su intención de realizar un "proceso revolucionario" aprovechando la polarización del país por causa de los resultados de las elecciones. En dicho audio, manifestó que: "Si es a favor de Keiko (Fujimori), allí sí rápidamente me muevo, estoy esperando y la gente está lista allí. Va a ser muy violento" agregando que "yo sí no voy a pedir derechos humanos. (…) Agarro machete y corto el cuello". En una entrevista concedida a la periodista Milagros Leiva, reafirmó su intención de realizar un levantamiento revolucionario.